# Rhynchostegium selaginellifolium
Rhynchostegium selaginellifolium là một loài Rêu trong họ Brachytheciaceae. Loài này được Müll. Hal. miêu tả khoa học đầu tiên năm 1896.